# Cleora thelia
Cleora thelia är en fjärilsart som beskrevs av Thierry-mieg 1916. Cleora thelia ingår i släktet Cleora och familjen mätare. Inga underarter finns listade i Catalogue of Life.